# 8036 Maehara
8036 Maehara este un asteroid din centura principală de asteroizi.

## Descriere
8036 Maehara este un asteroid din centura principală de asteroizi. A fost descoperit pe 26 octombrie 1992 la Kitami de Kin Endate și Kazuro Watanabe. El prezintă o orbită caracterizată de o semiaxă mare de 3,02 ua, o excentricitate de 0,15 și o înclinație de 6,7° în raport cu ecliptica.